# Kameno
Kameno (în bulgară Камено) este un oraș în Obștina Kameno, Regiunea Burgas, Bulgaria.

## Demografie
Componența etnică a orașului Kameno
     Bulgari (78,02%)
     Romi (8,74%)
     Nicio identificare (11,43%)
     Turci (0,73%)
     Altele (1,06%)
La recensământul din 2011, populația orașului Kameno era de 4.336 locuitori. Din punct de vedere etnic, majoritatea locuitorilor (78,02%) erau bulgari, cu o minoritate de romi (8,74%). Pentru 11,43% din locuitori nu este cunoscută apartenența etnică.